# 2:54
2:54 ist eine Londoner Alternative-Rock-Band, die 2010 gegründet wurde.
Die Schwestern Colette und Hannah Thurlow wurden in Irland geboren und wuchsen in Bristol auf. 2007 gründeten sie die Punkband The Vulgarians, jedoch mit nur wenig Erfolg. 2010 gründeten sie die Band 2:54, benannt nach deren „Lieblingsstelle in dem Melvins-Song A History of Bad Men“. Die Debütsingle On a Wire erschien 2011, gefolgt von Scarlet, die dann beim Label Fiction Records erschien. Die Band spielte einige Auftritte, darunter als Supporter für Warpaint oder The xx und auf dem Festival South by Southwest. Im Mai 2012 erschien das Debütalbum der Gruppe.

## Diskografie
Alben
- 2012: 2:54 (Fiction / Fat Possum)
- 2014: The Other I (Bella Union)

Singles
- 2011: On a Wire (House Anxiety)
- 2011: Scarlet (Fiction)
- 2012: Creeping (Fiction)
- 2012: You’re Early (Fiction)
- 2012: Sugar (Fiction)